# Fray Casiano de Madrid
Juan Morera Coll, conocido como Fray Casiano de Madrid (Madrid, España, 20 de octubre de 1892 - 28 de junio de 1965, Puntarenas, Costa Rica) fue un fraile capuchino español, naturalizado costarricense, recordado principalmente por la labor social realizada a lo largo de su vida en beneficio de los niños de la ciudad de Puntarenas, la más destacada la fundación del Hogar Monserrat.

## Biografía
Juan Morera Coll nació el 20 de octubre de 1892 en Madrid, España. Hijo de Juan Morera y María Coll Audini, dentro del marco religioso de su hogar, quien más adelante va a manifestar una verdadera vocación a la vida de convento y a la dedicación por entero al servicio de Dios a través de los hombres. 
Hizo sus votos perpetuos el 7 de julio de 1918. Una vez realizados sus votos perpetuos escoge el nombre religioso de Casiano en honor a San Casiano que es un mártir capuchino. Por ser de origen madrileño se le llama de Madrid. De ahí en adelante se le llamará con el nombre de Fray Casiano María de Madrid.
En 1925, en España se envía una nueva misión franciscana a América y en ella se encuentra nuestro personaje. Llegó a Colón, Panamá, ese mismo año, donde permaneció por espacio de pocos meses y luego se trasladó a Cartago, Costa Rica, de donde pasó a Puntarenas junto a Fray Agapito de Olot a para que se hiciera cargo de la Parroquia y a Fray Casiano como su ayudante.
La obra de Fray Casiano de Madrid se centró en la niñez desamparada. Todo el amor encerrado en su corazón y toda su vida la dedicó exclusivamente a buscar el bienestar de aquellos niños que fueron víctimas de la incomprensión de sus padres, quedaron huérfanos a muy temprana edad o bien, por alguna circunstancia especial se encontraban en una situación difícil de desorganización familiar. 
En conversación sostenida con Monseñor Sanabria, en ocasión de la celebración de una Fiesta de la Virgen del Mar en Puntarenas, éste convenció a "Fray" para que dedicara su ayuda exclusivamente a los niños y se desentendiera de los ancianos. Fray Casiano estuvo de acuerdo y continuó su labor con más ahínco.
Entre sus obras cabe mencionar:
- Organización de la Sociedad de Cristo Obrero: Se inició en julio de 1938, es una sociedad autónoma y católica de la ciudad de Puntarenas.

- Asociación Benéfica de Cristo Obrero está compuesta por una serie de personas que mensualmente dan una cuota voluntaria al Hogar Montserrat. Actualmente, esta asociación existe.

## El Hogar Montserrat
La fundación del Hogar Montserrat se realiza oficialmente el 19 de marzo de 1949; ahí se instaló Fray Casiano con su madre y sus niños. Al darle el nombre de Hogar pretendía que significare eso: un verdadero hogar en donde los niños estuvieran sin sentirse en prisión. El nombre de Montserrat, lo escogió para honrar a la Virgen de Montserrat de quien era fiel devoto.
Cabe destacar la lucha de "Fray" contra la miseria. Diariamente salía al mercado a recoger los alimentos que iban a ser desechados y a pedir a las personas que él sabía le darían ayuda. Volvió a una de las fases más antiguas de los capuchinos que fue el pedir para poder dar a los más necesitados.
En 1945, cuando los capuchinos abandonaron la Parroquia de Puntarenas, la Congregación ordenó a Fray Casiano dejar la ciudad. Ante esta situación se le presentó a Fray Casiano un verdadero dilema que todo gran hombre tiene que afrontar en algún momento de su vida; ser fiel a alguien o a lo que uno verdaderamente y en forma sincera cree. A pesar de haber hecho votos de obediencia se rebeló y toma la decisión de permanecer en el puerto siendo fiel a lo que él creyó. De esta manera optó por abandonar la Orden de los Capuchinos de San Francisco y Fray Casiano María de Madrid se convierte en Fray Casiano de Montserrat. 
El mayor logro de la obra de Fray Casiano ha sido la labor social desarrollada en la comunidad porteña.
Hoy en día el Hogar Montserrat está ubicado en el distrito de San Miguel, Barranca, Puntarenas. Ahí se le brinda cuidado a niños y niñas desde la guardería hasta el sexto año de escuela. El Hogar Montserrat es administrado por las Hermanas de la Caridad de Santa Ana.

## Fallecimiento
Muere el 28 de junio de 1965 cuando contaba con 73 años de edad. El pueblo se empeñó en enterrar su cuerpo en el antiguo Hogar Montserrat y no en el cementerio local, por eso, su cuerpo hoy reposa en la comunidad de El Carmen, barrio capitalino de la ciudad de Puntarenas.
Fue declarado Benemérito de la Patria bajo el acuerdo n°2770 del 9 de octubre de 1991, formalizado el 30 de octubre del mismo año.
A inicios del 2017, la jerarquía costarricense presentó su testimonio a la Congregación para las Causas de los Santos del Vaticano, para su debido proceso de beatificación.